# Міністерство фінансів Данії
Міністерство фінансів Данії (Finansministeriet) — міністерство уряду Данії. Крім іншого, відповідає за урядовий бюджет (за умови затвердження парламентом), оплату праці державних службовців та підвищення ефективності державного управління. Нинішнім міністром фінансів Данії є Крістіан Єнсен.
Міністерство фінансів створено 24 листопада 1848 року. 1968 року його було розділено на Міністерство фінансів та Міністерство державного фонду оплати праці та пенсійного обслуговування. Останнє було скасовано 11 жовтня 1971 року, а його обов'язки передано новоствореному Міністерству бюджету, яке з 1973-го було повторно було підпорядковано Міністерству фінансів.

## Організація

### Агентства
- Агентство з модернізації державного управління
- Агентство з оцифрування
- Агентство урядового управління
- Агентство урядових ІТ-служб